# Cebui sámarigó
A cebui sámarigó (Copsychus cebuensis) a madarak (Aves) osztályának verébalakúak (Passeriformes) rendjébe, ezen belül a légykapófélék (Muscicapidae) családjába tartozó faj.

## Rendszerezése
A fajt Joseph Beal Steere amerikai ornitológus írta le 1890-ben, a Cittocincla nembe Cittocincla cebuensis néven. Besorolása vitatott, egyes szervezetek a Kittacincla nembe sorolják Kittacincla cebuensis néven.

## Előfordulása
Délkelet-Ázsiában, a Fülöp-szigetekhez tartozó Cebu sziget területén honos. Természetes élőhelyei a szubtrópusi vagy trópusi síkvidéki esőerdők és cserjések, valamint ültetvények. Állandó, nem vonuló faj.

## Megjelenése
Testhossza 20 centiméter.

## Természetvédelmi helyzete
Az elterjedési területe kicsi, egyedszáma 3300 alatti és csökken. A Természetvédelmi Világszövetség Vörös listáján veszélyeztetett fajként szerepel.